# كوبيلي فيلي
كوبيلي فيلي (بالفرنسية: Coupelle-Vieille)‏ هي بلدية تقع في إقليم باد كاليه من منطقة نور با دو كاليه في شمال فرنسا. تبلغ مساحة هذه المدينة 14.69 (كم²)، وترتفع عن سطح البحر 107 م، يبلغ عدد سكانها 494 نسمة حسب إحصاء المعهد الوطني للإحصاء والدراسات الاقتصادية سنة 2009 م. وترأس Léonce Duhamel البلدية خلال فترة (2008-2014).